# Manila (Utah)
Manila is de hoofdplaats van Daggett County in de Amerikaanse staat Utah. Het dorp telt 308 inwoners (2000), waarvan 194 vrouwen (63%), en 114 mannen (37%).
Manila's postcode is 84046. De gemiddelde leeftijd in Manila is veertig jaar. Het dorp ligt op twee kilometer van de grens met Wyoming en op 4 kilometer van het Flaming Gorge National Recreation Area, een nationaal park. Manila is bereikbaar via een secundaire weg. Mede omdat Manila de grootste plaats van Daggett County is, is de zetel van de county hier gevestigd.

## Plaatsen in de nabije omgeving
De onderstaande figuur toont nabijgelegen plaatsen in een straal van 68 km rond Manila.